# Alpenus affiniola
Alpenus affiniola är en fjärilsart som beskrevs av Embrik Strand 1919. Alpenus affiniola ingår i släktet Alpenus och familjen björnspinnare. Inga underarter finns listade i Catalogue of Life.